# Тунел Монблан
Тунел Монблан - пролази кроз Алпе, испод планине Мон Блан, повезујући Шамони у француској области Горња Савоја, и Курмајoр у италијанској области Долина Аосте. То је један од главних путева преко Алпа, нарочито за Италијане. Он скраћује пут до Торина за 50км, а до Милана за 100 км.

## Историја пројекта
За петину од 580 милиона становника Европе, 16. јули 1965. године био је празник. Тунел су отворили председници Италије и Француске, Ђузепе Сарагат и Шарл де Гол. Сто милиона Француза, Италијана и Швајцараца дочекало је отварање Монблан тунела у одушевљеном расположењу. Колоне аутомобила окићене заставицама, први пут су прошле испод највише планине Европе (4807 м) по дуплом асфалтном коловозу ширине 3,5 м. Тунел је дугачак 11,7 км и повезује Италију и Француску. Рим и Париз, главни градови земаља које су градиле тунел, приближили су се за 20 сати путовања. Нови алпски тунел је један од најмлађих напада на највећу саобраћајну сметњу Европе - на ланце Алпа дугих 600 км и високих између 1500 и 4800 м. Тунел кроз алпски масив био је увек врело гвожђе високе политике. Понека влада је на том проблему испекла и прсте. Земље које би оствариле овај подухват стекле би огромне привредне предности. Али сваки нови тунел у Алпима угрозио би и европску трговинску равнотежу. Због тога је међу заинтересованим земљама долазило до правих «тунелских ратова».

## Реализација пројекта
Почетни корак је направила Француска - тунелом Мон-Сени 1871. године. Читаву деценију је овај тунел обезбеђивао Француској предност над трговином између Енглеске и западне Европе с једне стране, и између Средоземља и Оријента с друге стране. Од 1878. појавио се конкурент: швајцарски тунел Св. Готхард који је пре свега донео предности Немачкој. Касније су Швајцарци и Италијани заједнички изградили највећи тунел на свету, 19,825 м дуг Симплонски тунел - железнички тунел на којем су им Немци много завидели.
Али данас су тунели са коловозима интересантнији од оних са железницом. Пројекат Монблан - тунел већ дуго је ангажовао италијанске и француске инжењере. У марту 1953. дошло је у Паризу до споразума о учествовању у трошковима и извођењу радова. Женева је преузела на себе део предложеног капитала од 850 милиона динара, јер је била веома заинтересована за изградњу тунела. Обе бушилачке екипе, француска и италијанска, требало је да се сретну после 5600 км. 
За Италијане је Монблан био нарочито жилав залогај. Они су се најпре пробијали кроз тврде формације шкриљаца. Покретне платформе, на којима је било монтирано и по 20 бушилица велике моћи, постепено су пробијале пут шест и по година. Специјалне машине су из тунела извезле укупно 1 милион кубних метара материјала. Као и при изградњи сваког тунела, било је и овде незгода. Продори воде и одроњавање камена довели су ове људе кртице готово до очајања. Италијански раднички логор уништила је лавина.

## Резултати
Огромни напори и велики трошкови су се исплатили. Монблан тунел за своје градитеље није рђав посао. Од 14 алпских прелаза, за саобраћај се може преко целе године користити само пет. Ко од севера жели брзо и удобно да дође до југа, сматра да је прелаз Монблан велика ствар. Али комфор и брзина се морају платити. Уосталом велике друмарине за путничка и теретна возила одавно су исплатиле велики део уложеног капитала.
У тунелу је 24. марта избио пожар када се запалио камион који је превозио маргарин. Погинуло је 39 особа, а тунел је био затворен три године.